# Ристич, София
София Ристич, в девичестве Джятич (серб. Софија Ристић—Ћатић; 15 ноября 1902, Маслошево — 18 марта 1944, Манойловци) — сербская крестьянка, участница Народно-освободительной войны Югославии, Народный герой Югославии.

## Биография
Родилась 15 ноября 1902 года в деревне Маслошево у Крагуеваца в бедной крестьянской семье. Вышла замуж в 1922 году за Радоицу Ристича (1902—1943) и поселилась в деревне Манойловци. Политикой не интересовалась, занималась сельским хозяйством. Её муж, богатый крестьянин, с середины 1930-х годов ушёл в политическую оппозицию, выступая неоднократно с речами о бедственном положении крестьян. Арестовывался властями за антигосударственную деятельность.
После оккупации Югославии гитлеровцами и их пособниками Радоица ушёл в партизанское подполье и погиб в декабре 1943 года в боях против четников. София осталась дома с детьми, однако вскоре и сама вступила в партизанское движение: в её доме часто собирались партизаны, в том числе и партийные руководители. С ноября 1942 года в её доме находился штаб 1-го Шумадийского партизанского отряда имени Милана Благоевича. Во дворе дома Софии также выкопали две ямы, где прятали раненых (одна у дома, вторая в саду). София готовила еду для партизан, а также была курьером штаба Чачакского партизанского отряда, Таковского батальона и поддерживала связи с Чачакским окружным комитетом Коммунистической партии Югославии.
Оккупационные власти трижды арестовывали Софию, но не находили никаких доказательств против неё. Тем не менее, София не колебалась и продолжала помогать партизанам. В марте 1944 года один из партизан, попавших в плен к сербским четникам, выдал местонахождение тайного укрытия партизан в доме Софии. Четники приняли решение убить Софию без суда и следствия.
18 марта 1944 года четники зашли на двор дома Софии Ристич и потребовали от неё выдать яму с ранеными партизанами. Женщина отказалась и была подвергнута пыткам, однако ещё до прихода четников поклялась перед своими подопечными не выдавать никого. После долгих пыток София была казнена.
19 октября 1953 года Иосип Броз Тито своим указом посмертно присвоил Софии Ристич звание Народного героя Югославии.